# Robert Leckie
Robert Leckie, född 18 december 1920, död 25 december 2001, var en amerikansk författare som skrev böcker om USA:s militära historia, fiktion, självbiografi och barnböcker. Som en ung man tjänstgjorde han i USA:s marinkår under andra världskriget. Han var kulspruteskytt och "scout" i kriget och har fått beröm för sitt starka arbete.
Den 18 januari 1942 tog han värvning i USA:s marinkår. Han tjänstgjorde i Stillahavskriget som "scout" och kulspruteskytt i H Company, 2nd bataljonen, 1st Marine Regiment, 1st Marin-uppdelning. Leckie var delaktig i slaget om Guadalcanal, slaget om Cape Gloucester och slaget om Peleliu. Vid Peleliu drabbades Leckie av en hjärnskakning och på grund av det evakuerades han till ett fältsjukhus på Pavuvu öarna. Han åkte tillbaka hem till USA i mars 1945 och skrevs ut från Marinkåren strax därefter.
Efter andra världskriget arbetade Leckie som reporter och journalist för Associated Press, Buffalo Courier-Express, New York Journal American, New York Daily News och The Star-Ledger. Han gifte sig med Vera Keller som var en barndomsgranne. De fick tillsammans tre barn: David, Geoff och Joan. Enligt Vera så blev Leckie 1951 inspirerad av att skriva en självbiografi efter att ha sett South Pacific on Broadway. Leckie sa enligt Vera "Jag måste berätta historien om hur det egentligen var. Jag måste få folk att inse att kriget inte var en musikal." Hans första och bästsäljande bok Helmet for My Pillow, en självbiografi från kriget som publicerades 1957. Leckie skrev därpå mer än 40 böcker om amerikansk krigshistoria. Allt från det Fransk-indianska kriget (1754-1763) till Kuwaitkriget (1991). 
Robert Leckie avled den 24 december 2001 av Alzheimers sjukdom. Han efterlämnade en fru, hans tre barn, två systrar och sex barnbarn. Han begravdes på St Josephs Mausoleum i Newton, New Jersey.
Leckies självbiografi om kriget, Helmet for My Pillow utgjorde tillsammans med Eugene Sledges bok With the Old Breed: At Peleliu and Okinawa grunden för HBO-serien The Pacific. I miniserien spelas han av James Badge Dale och Vera spelas av Caroline Dhavernas.

## Böcker

### Militär historia
- March to Glory. World Publishing Co. 1960. OCLC 2851705
- Conflict: The History of the Korean War, 1950-53. Da Capo Press. 1996 [1962]. ISBN 0-306-80716-5
- Strong Men Armed: The United States Marines Against Japan. Perseus Publishing. 1997 [1962 Random House]. ISBN 978-0-306-80785-5
- Challenge for the Pacific; Guadalcanal, the turning point of the war. Doubleday. 1965. OCLC 1295146
- Challenge for the Pacific: The Bloody Six-Month Battle of Guadalcanal. Doubleday & Company. 1968. ISBN 0-306-80911-7
- Delivered From Evil: The Saga of World War II. Harper & Row. 1987. ISBN 0-06-015812-3
- None Died in Vain: The Saga of the Civil War. HarperPerrenial. 1990. ISBN 0-06-016280-5
- The General. I Books. April 2, 2002 [1991]. ISBN 0-7434-4461-2
- George Washington's War: The Saga of the American Revolution. Harper Collins. 1992. ISBN 0-06-016289-9
- From Sea to Shining Sea: From the War of 1812 to the Mexican-American War, the Saga of America's Expansion. HarperPerrenial. 1994. ISBN 0-06-016802-1
- Okinawa: The Last Battle of World War II. Viking Press. 1995. ISBN 0-670-84716-X
- The Wars of America: From 1600 to 1900. Harper Collins. 1998. ISBN 0-06-012571-3
- A Few Acres of Snow: The Saga of the French and Indian Wars. Wiley & Son. 2000. ISBN 0-471-24690-5

### Självbiografi
- Helmet for My Pillow. Random House. 1957. OCLC 2538164
- Lord, What a Family!. Random House. 1958

### Skönlitteratur
- These Are My Heroes: A Study of the Saints
- Warfare: A Study of War
- A Soldier-Priest Talks to Youth

### Fiction
- Ordained
- Marines!. Bantam Books. 1960
- The Bloodborn
- Forged in Blood
- Blood of the Seventeen Fires

### Barnböcker
- The Battle for Iwo Jima. New York: Random House. 1967. ISBN 1-59019-241-9
- The Story of Football. Random House. 1965
- The Story of World War Two
- The Story of World War One
- The War in Korea
- Great American Battles. Random House. 1968 "Summary: A review of America’s major wars, from the French and Indian War to the War in Korea, with emphasis on eleven important battles: Quebec, Trenton, New Orleans, Mexico City, Chancellorsville, Appomattox, Santiago, Belleau Wood, Guadalcanal, Normandy, and Pusan-Inchon." name=LOC_GAB>”Full Record of Great American battles (1968; Leckie, Robert)”. Library of Congress Online Catalog. http://catalog.loc.gov/cgi-bin/Pwebrecon.cgi?DB=local&PAGE=First. Läst 22 december 2007.
- The World Turned Upside-Down
- 1812: The War Nobody Won
- The Big Game
- Keeper Play
- Stormy Voyage